# Medienforum NRW
Das Medienforum NRW war einer der bedeutendsten Medienkongresse in Deutschland und Europa. Seit seiner ersten Ausgabe im Jahr 1989 hatte sich der Kongress zu einem zentralen Treffpunkt der Medien- und Kommunikationsbranche entwickelt. Anlässlich des 25-jährigen Jubiläums wurde das  Medienforum 2013 neu ausgerichtet. Es fand 2013 vom 5. bis 7. Juni im Kölner Gerling-Quartier statt. Unter dem Titel „Changing Media, Changing Society“ widmete sich der Kongress mit Keynotes und Podien Herausforderungen und Zukunftsstrategien im Zusammenhang mit der digitalisierten Medienwelt.
Am 19. März 2018 meldete das Hamburger Medienmagazin new business, dass das Medienforum NRW 2018 nicht stattfinden wird. Ministerpräsident Armin Laschet (CDU) habe dem Landtagsausschuss für Kultur und Medien Anfang März mitgeteilt, es bestünde seitens der Medienbranche „kein Interesse“ für das Medienforum „alter Prägung“.

## Geschichte
Seit dem Jahr 1989 fand das Medienforum NRW einmal jährlich statt, zunächst 1989 in Dortmund, seitdem in Köln. Der Kongress bot seinen Besuchern eine nationale und internationale Kontakt-, Diskussions- und Informationsplattform. Anfangs war das Medienforum NRW eine gemeinsame Veranstaltung des Landes Nordrhein-Westfalen und der Landesanstalt für Medien NRW (LfM). Zwischen 2005 und 2012 war die LfM alleinige Veranstalterin des Medienforum NRW, die in den Jahren 2006 bis 2012 die LfM Nova GmbH mit der Organisation und Durchführung der Veranstaltung beauftragte. Im Zusammenhang mit ihrer Aufgabenerweiterung im Jahr 2011 übernahm die Film- und Medienstiftung NRW 2013 die Federführung für die Neuausrichtung des Medienforums.

## Kongresse
- 1. Medienforum.NRW: 15.–16. Juni 1989, Motto: „Medienwelt 2000 – Szenarien und Perspektiven“
- 2. Medienforum.NRW: 11.–13. Juni 1990, Motto: „Die Zukunft der Medien im vereinten Deutschland“
- 3. Medienforum.NRW: 9.–13. Juni 1991, Motto: „Die Neuordnung des Rundfunks und der Presse in Deutschland“
- 4. Medienforum.NRW: 31. Mai–3. Juni 1992, Motto: „Vision 2000 – Medien in Europa“
- 5. Medienforum.NRW: 13.–16. Juni 1993, Motto: „To be a success – Mysterien des Medienerfolgs“
- 6. Medienforum.NRW: 4.–8. Juni 1994, Motto: „Die digitale Medienrevolution – ferne Vision oder reale Option“
- 7. Medienforum.NRW: 18.–21. Juni 1995, Motto: „Multimediamarkt Europa: Werte und Mehrwerte“
- 8. Medienforum.NRW: 2.–5. Juni 1996, Motto: „Aufbruch in neue Medienwelten: 1996 – Jahr der Entscheidungen“
- 9. Medienforum.NRW: 8.–11. Juni 1997, Motto: „Multimedia 2001 – Odyssee im visionären Raum oder Markterschließung mit nüchternem Kalkül?“
- 10. Medienforum.NRW: 14.–17. Juni 1998, Motto: „Competence, Capital, Competition: Investments in the Information Society“
- 11. Medienforum.NRW: 13.–16. Juni 1999, Motto: „Crossover Media“
- 12. Medienforum.NRW: 4.–7. Juni 2000, Motto: „Agenda 2000: Cross over media and trade fair“
- 13. Medienforum.NRW: 24.–27. Juni 2001, Motto: „Agenda 2010: Wohin steuert die Medienbranche?“
- 14. Medienforum.NRW: 19.–21. Juni 2002, Motto: „Face the Future of Communication“
- 15. Medienforum.NRW: 22.–25. Juni 2003, Motto: „Restart: Konzepte für die Zukunft“
- 16. Medienforum.NRW: 20.–23. Juni 2004, Motto: „Digital Economy: Die globale Zukunft“
- 17. Medienforum.NRW: 3.–5. Juli 2005, Motto: „Prinzip Verantwortung“
- 18. Medienforum.NRW: 21.–24. Mai 2006
- 19. Medienforum.NRW: 18.–20. Juni 2007, Motto: „Die Mediengesellschaft der Zukunft“[2]
- 20. Medienforum.NRW: 9.–11. Juni 2008, Motto: „Vom Wert der Medien“
- 21. Medienforum.NRW: 22.–24. Juni 2009, Motto: „Medien in Bewegung. Alles. Immer. Überall.“
- 22. Medienforum.NRW: 28.–30. Juni 2010, Motto: „Was uns lieb und teuer ist“
- 23. Medienforum.NRW: 20.–22. Juni 2011, Motto: „Von Medien, Macht und Menschen“
- 24. Medienforum.NRW: 18.–20. Juni 2012, Motto: „Schöne neue Medienwelt: vernetzt, offen, mobil.“
- 25. Medienforum.NRW: 5.–7. Juni 2013, Motto: „Changing Media, Changing Society“
- 26. Medienforum.NRW: 20.–21. Mai 2014, Motto: „Next Level Transformation“